# Иго

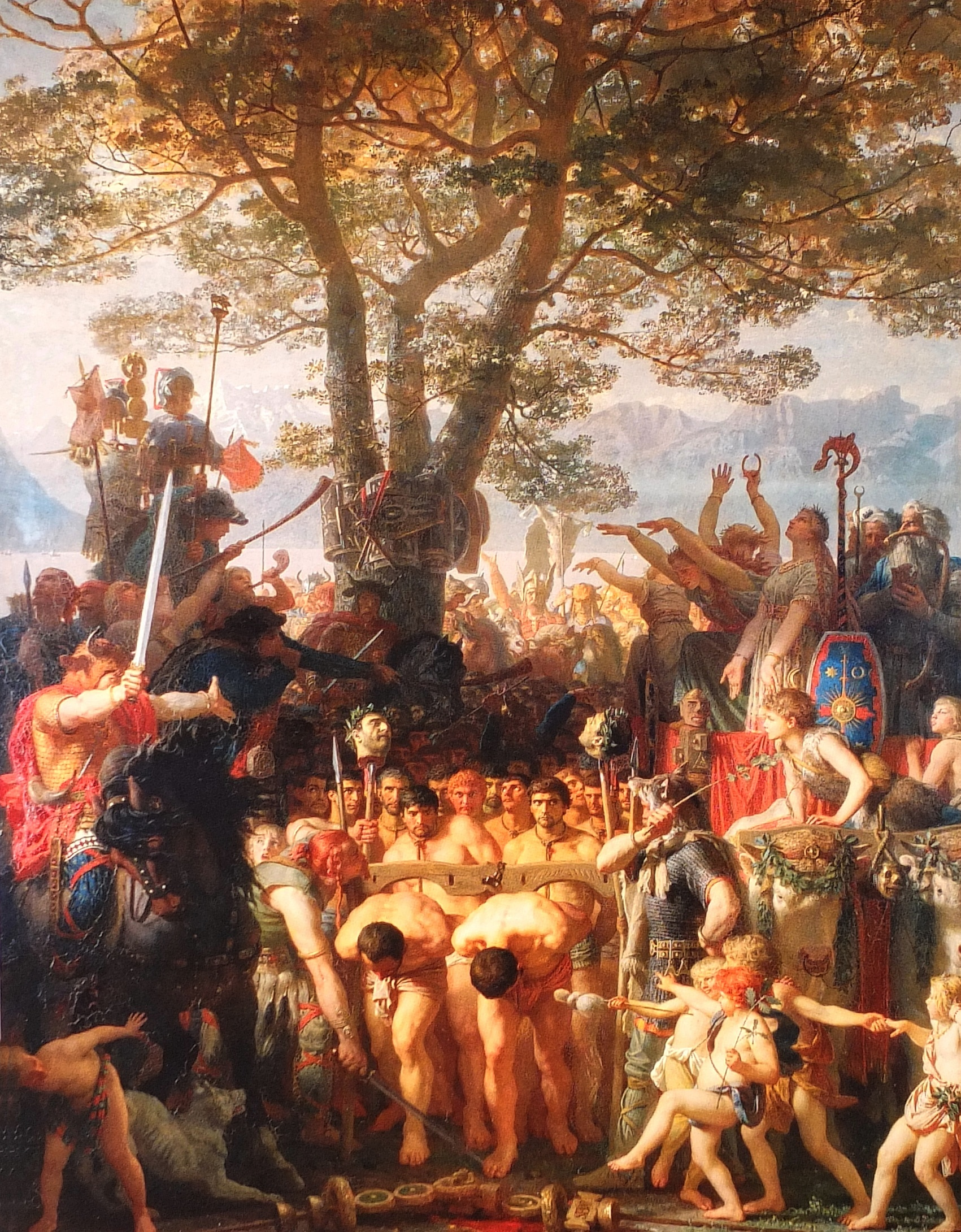
Пленные римляне у галлов

И́го — согласно словарю Даля — ярем, ярмо, то есть хомут для рабочего скота. В настоящее время такое значение является устаревшим, и слово употребляется в переносном смысле, как угнетающая, порабощающая сила; в узком смысле — гнёт завоевателей над побежденными. В этом смысле оно употребляется обычно в словосочетании. Например: турецкое иго, монголо-татарское иго, персидское иго.
Энциклопедия Брокгауза в статье «иго» описывает следующий обычай: «Древние римляне заставляли иногда проходить „под иго“ неприятельские войска, которые сдались в плен. Для этого на месте, где войско сложило оружие, втыкали два копья и привязывали наверху третье, поперёк. Под ним поодиночке, со своими военачальниками во главе, без оружия и воинских отличий, проходили все воины на виду победоносной армии. Однако и сами римляне неоднократно подвергались тому же бесчестию: в войнах с самнитами (битва в Кавдинском ущелье), нумантийцами и Югуртой».
Словарь Даля приводит следующие производные от этого слова: иговщик (жен. иговщина), игоносец, иготерпец, игоносный, носящий иго.
В Евангелии от Матфея,  говорится: «…возьмите иго Мое на себя и научитесь от Меня, ибо Я кроток и смирен сердцем, и найдете покой душам вашим. ибо иго Мое благо, и бремя Мое легко» (Мф. 11:29-30). Благодаря этому изображения ига, то есть ярма, стало атрибутом Послушания.